# Ivan Miklavčič
Ivan Miklavčič (tudi Ivan Gradnik), slovenski kmečki upornik, * ok. 1690, † 20. april 1714, Gorica.
Miklavčič, poklicni vojak iz Ročinja, je znan kot glavni vodja tolminskega kmečkega upora marca 1713, ki je izbruhnil zaradi cesarskega davka na vino, ki ga je grobo izterjeval uradnik Jakob Bandelj.
Oblast je junija istega leta zatrla upor z vojaškim posredovanjem. Miklavčič se je nekaj časa izmikal, nato pa je bil verjetno konec januarja 1714 ujet. Skupaj z desetimi drugimi organizatorji je bil 17. aprila 1714 obsojen na smrt po takrat veljavnem zakoniku Constitutio Criminalis Carolina cesarja Karla V. Usmrtitev so izvedli javno med 20. do 23. aprilom 1714 na goriškem Travniku, podobno kot drugi je bil obglavljen in razčetverjen.